# Щербанюк, Александр Николаевич
Александр Николаевич Щербанюк (укр. Олександр Миколайович Щербанюк; 2 января 1968 — 20 февраля 2014, Киев) — украинский предприниматель, активист Евромайдана. Герой Украины (2014, посмертно).

## Биография
Был членом еврейского общества «Бейт симха». Остались вдова и двое детей. Сын окончил еврейскую школу. Похоронен по еврейскому обычаю.
6 марта 2014 года на сессии Черновицкого горсовета Александру Щербанюку присвоили звание Почётного гражданина Черновцов посмертно. Кроме того, с согласия его родных, улица Чапаева в Черновцах была переименована в улицу Александра Щербанюка.

## Награды
- Звание Герой Украины с удостаиванием ордена «Золотая Звезда» (21 ноября 2014 года, посмертно) — за гражданское мужество, патриотизм, героическое отстаивание конституционных принципов демократии, прав и свобод человека, самоотверженное служение Украинскому народу, проявленные во время Революции достоинства[4]
- Медаль «За жертвенность и любовь к Украине» (УПЦ КП, июнь 2015) (посмертно)[5]